# 甜蜜教主王心凌2007雲頂演唱會
《甜蜜教主王心凌2007雲頂演唱會》（英: Cyndi Wang Live In Genting），是台灣女歌手王心凌的第一場個人大型售票演唱會。

## 演唱會背景與介紹
2006年1月6日，王心凌在《Cyndi With U》專輯慶功記者會上宣佈14日的《Cyndi No.1 慶功演唱會》將會是最後一場免費非售票演唱會，並即將在馬來西亞舉辦售票演唱會。
2007年11月10日，即將發行第六張錄音室專輯《Fly! Cyndi》的王心凌在馬來西亞雲頂雲星劇場舉辦了《甜蜜教主王心凌2007雲頂演唱會》。該演唱會是王心凌演唱會的首站，除了是王心凌第一場個人大型售票演唱會之外，也是王心凌首場個人海外演唱會，更是王心凌出道4年首次在馬來西亞開唱。該演唱會所有相關事務均由J' s娛樂工廠代理。此外，王心凌也在該演唱會首次演唱了即將發行的新專輯《Fly! Cyndi》中的新歌《這就是愛》。

## 演唱會場次詳情
| 日期           | 時間  | 國家／地區 | 地點         | 嘉賓   |
| -------------- | ----- | ---------- | ------------ | ------ |
| 2007年11月10日 | 20:00 | 马来西亚   | 雲頂雲星劇場 | 林俊傑 |

## 演唱會歌單
1. 灰姑娘的眼淚
2. Honey
3. 彩虹的微笑
4. 衣櫥的秘密
5. Baby Baby Tell Me
6. 失戀歌迷黨
7. 當你 (合唱嘉賓: 林俊傑)
8. Baby Baby+殺手+K-O (嘉賓林俊傑獨唱)
9. 花的嫁紗
10. 月光
11. 那年夏天寧靜的海
12. Woosa Woosa
13. 睫毛彎彎
14. Da Da Da
15. 太陽萬歲
16. 這就是愛 (首唱)
17. 我會好好的
18. 愛你
19. 愛的天靈靈